# Martyna Swatowska-Wenglarczyk
Martyna Maria Swatowska-Wenglarczyk (ur. 8 lipca 1994) – polska szpadzistka, medalistka mistrzostw świata i mistrzostw Europy seniorów, a także letniej uniwersjady w 2017 i 2019. Medalistka Igrzysk Olimpijskich w Paryżu w 2024 w turnieju drużynowym.

## Życiorys
Zaczynała karierę sportową w klubie Kusy Szczecin. Jest zawodniczką AZS-AWF Katowice

### Sukcesy juniorskie i młodzieżowe
Pierwszy sukces odniosła w 2010, zdobywając indywidualnie brązowy medal Letnich Igrzysk Olimpijskich Młodzieży 2010. W 2011 wywalczyła srebrny medal mistrzostw Europy juniorów młodszych w turnieju drużynowym (z Karoliną Mrochem, Kamilą Strug i Jagodą Zagałą), w 2014 brązowy medal mistrzostw świata juniorów w turnieju drużynowym (z Kamilą Pytką, Jagodą Zagałą i Aleksandrą Zamachowską. W 2017 została indywidualnie młodzieżową mistrzynią Europy, dwukrotnie zdobywała brązowe medale młodzieżowych mistrzostw Europy w turnieju drużynowym (2015 - z Anną Mroszczak, Kamilą Pytką i Magdaleną Pawłowską, 2016 - z Kamilą Pytką, Barbarą Rutz i Aleksandrą Zamachowską

### Sukcesy seniorskie
Dwukrotnie zdobywała brązowy medal letniej uniwersjady w turnieju drużynowym (2017 - z Aleksandrą Zamachowską, Barbarą Rutz i Kamilą Pytką, 2019 - z Anną Mroszczak, Kamilą Pytką i Jagodą Zapałą). W 2022 zdobyła brązowy medal mistrzostw Europy indywidualnie (w turnieju drużynowym zajęła 7. miejsce) oraz brązowy medal mistrzostw świata w turnieju drużynowym (z Renatą Knapik-Miazgą, Magdaleną Pawłowską i Kamilą Pytką), indywidualnie wywalczyła 21. miejsce. W 2023 osiągnęła swój największy sukces seniorski: została mistrzynią świata w turnieju drużynowym (z Renatą Knapik-Miazgą, Magdaleną Pawłowską i Ewą Trzebińską)
Na mistrzostwach Polski seniorów wywalczyła siedem medali: brązowy indywidualnie i drużynowo w 2014, srebrny drużynowo w 2015, złoty drużynowo w 2016, srebrny drużynowo w 2017, brązowy drużynowo w 2018, brązowy drużynowo w 2019.
28 września 2024 wystąpiła w charytatywnym meczu koszykarskim „Olimpijczycy i Paraolimpijczycy dla Powodzian”, z którego dochód został przeznaczony na remont zniszczonej przez powódź hali „Obuwnik” w Prudniku (hala Pogoni Prudnik i Zarzewia Prudnik).

### Życie prywatne
Jest absolwentką 32. Gimnazjum przy XIV Liceum ogólnokształcącym z oddziałami dwujęzycznymi w Szczecinie oraz Akademii Wychowania Fizycznego w Katowicach. Jej mąż, Jan Wenglarczyk również był szermierzem, a następnie także jej trenerem klubowym.

## Odznaczenia
- Złoty Krzyż Zasługi (2024)[9]